# Newport Beach (série télévisée)
 (mai 2025).
Pour les articles homonymes, voir OC et Newport Beach.
Newport Beach (The O.C.) est une série télévisée américaine en 92 épisodes de 42 minutes, créée par Josh Schwartz et diffusée du 5 août 2003 au 22 février 2007 sur le réseau FOX et en simultané sur le réseau CTV au Canada. La série est centré sur l'histoire douloureuse de Ryan Atwood, un jeune homme chassé par sa mère et son beau-père alcoolique et drogué(qui lui bat régulièrement et bat à son tour sa femme qui souffre dans son foyer mais ne défend pas son fils ) du domicile familiale à la suite d’un vol de voiture orchestré par son frère délinquant Trey et se retrouve adopté par l’avocat Sandy Cohen et sa riche femme, fille du riche et puissant Caleb Nichol, directeur de l’entreprise Newport group kirsten cohen[incompréhensible]. Ce dernier aura au départ du mal à accepter et à se faire accepter par la riche communauté en raison de sa différence en tant qu’enfant de famille pauvre. Ryan aura une relation avec Marissa Cooper qui est sa nouvelle voisine après lui avoir conquis face à son petit ami de longue date Luke ward , tandis que Seth Cohen, son frère adoptif, finira par avoir une relation avec Summer Roberts dont il est amoureux depuis des années. Seth et Ryan deviennent des meilleurs amis se considérant même comme frères au fil du temps.Ce dernier est un gamin très agressif qui déteste être mal vu et qu’on considère ses origines modestes comme inhumain ce qui lui met en rogne .Newport Beach comprend des éléments du postmodernisme (ironie, pastiche, critique, structure de narration complexe), ce qui différencie la série du Teen drama contemporain, et elle mélange le mélodrame et la comédie. La série a été diffusée pour la première fois avec des audiences élevées et a été l’une des nouvelles séries dramatiques les plus populaires de la saison 2003-2004. Elle a été un succès tout au long de sa diffusion (en particulier lors de la première saison plutôt axé sur la comédie et des intrigues indépendantes). Les saisons suivantes devenant plus dramatique.
Au Québec, elle a été diffusée à partir du 26 août 2004 à Séries+ pour les deux premières saisons, puis à partir du 22 décembre 2006 sur VRAK.TV ; en France à partir du 9 octobre 2004 sur France 2 puis du 23 mars 2005 au 23 novembre 2007 sur TF6, à partir du 1er septembre 2008 sur France 4, à partir du 3 septembre 2012 sur June, à partir du 2 janvier 2017 sur AB1 et depuis le 1er avril 2019 sur TFX. Puis enfin depuis le 29 août 2022 sur NRJ 12. En Belgique, elle l'a été sur Plug RTL et Club RTL puis rediffusée depuis le 24 avril 2017 sur AB3 et diffusée depuis le 7 septembre 2020 sur Tipik, et en Suisse sur TSR1.

## Synopsis
Le comté d'Orange (Orange County en anglais) est situé sur la côte californienne (au sud de Los Angeles). À Newport Beach, une communauté de fortunés ne se lasse pas des potins et des soirées privées.
Élevé dans les quartiers défavorisés de Chino (Californie), Ryan Atwood n’a jamais eu la chance de développer ses talents et d’exploiter sa très grande intelligence. Avec un père en prison, un frère délinquant et une mère alcoolique toxicomane, il n’a pas la tête à tenter de se sortir du cercle vicieux dans lequel il est plongé. Sa vie prend un brusque tournant lorsqu’il est inculpé pour complicité dans un vol de voiture organisé par son frère qui se retrouve en prison. C’est alors qu’il rencontre Sandy Cohen, avocat de l'aide judiciaire. Celui-ci voit dans cet adolescent brillant mais blasé le jeune homme qu’il avait lui-même été autrefois et il lui conseille de se battre pour une vie meilleure.
Après avoir été mis à la porte par sa mère enragée, Ryan n’a personne vers qui se tourner. Il appelle alors son avocat qui l’héberge pendant quelques jours dans son immense maison des quartiers huppés de Newport Beach. Il y fait la rencontre de la très riche femme de Sandy, Kirsten et de Seth, le fils timide et solitaire des Cohen. Attristés devant la situation désespérée de Ryan qui est trop vieux pour pouvoir être intégré dans un foyer d'accueil et cédant aux arguments de leur fils qui s'est lié d'amitié avec lui, Sandy et sa femme Kirsten décident de lui offrir une deuxième chance et deviennent ses tuteurs légaux. Il aura ainsi l'opportunité de mieux connaître sa nouvelle voisine Marissa Cooper avec qui il va vivre une histoire d'amour qui ne sera pas de tout repos. Dans le monde riche et fermé de Newport Beach où se mêlent amours, drames et trahisons, les vies de Ryan et des Cohen seront bouleversées à jamais.

### Déroulement des saisons

#### Saison 1
Ryan Atwood, un adolescent issu d’un milieu défavorisé, est recueilli par Sandy et Kirsten Cohen à Newport Beach après avoir été mis à la porte par sa mère. Dès son arrivée, il se lie d’amitié avec Seth Cohen, un garçon maladroit et solitaire, ainsi qu’avec Marissa Cooper, une jeune fille de la haute société dont il tombe amoureux. Leur relation, marquée par les différences sociales et l’opposition de Julie Cooper, la mère de Marissa, évolue malgré les obstacles. Pendant ce temps, Seth voit enfin son amour d’enfance pour Summer Roberts devenir réciproque.
La saison explore le choc culturel de Ryan, confronté au luxe et aux intrigues de Newport Beach après une vie marquée par la violence et la pauvreté. L’arrivée d’Oliver Trask, un jeune homme manipulateur rencontré par Marissa en thérapie, met leur couple en péril. Alors que tout le monde voit en Oliver un garçon charmant, Ryan perçoit son obsession malsaine pour Marissa.  Ryan découvre également les  antécédents d’oliver dont des plaintes comme une de ses anciennes camarades qui l’accuse de l’avoir harcelé au point qu’elle se coupe le poignet ce qui pour lui ressemble à une mise en garde et ce qu’il pourrait de manière similaire à Marissa. Ce qui devait arriver arriva puisque les plaintes adressées s’avère vrai.La situation atteint un point critique lorsqu’Oliver la prend en otage avant d’être neutralisé. Oliver tente de se suicidé en raison du fait qu’il pense que Marissa veut l’abandonner et en raison de la solitude dont il souffre(et parceque c’est la seule personne qui le faisait plaisir).Parallèlement, Caleb Nichol, homme d’affaires influent et machiavélique, impose son pouvoir sur la ville.

#### Saison 2
La relation entre Ryan et Marissa est mise à l’épreuve par de nouveaux défis, notamment l’arrivée de Trey, le frère de Ryan, récemment sorti de prison. Ce dernier tente d’agresser Marissa, ce qui entraîne une confrontation violente entre les deux frères. Alors que Trey tente d’étrangler Ryan, Marissa intervient et lui tire dessus. La saison s’achève sur un suspense insoutenable : Trey, gravement blessé, est laissé entre la vie et la mort.

#### Saison 3
Cette saison bouleverse les dynamiques de pouvoir et les relations entre les personnages. Ryan et Marissa sont renvoyés du prestigieux lycée Harbor, tandis que Julie Cooper, autrefois femme influente et manipulatrice, se retrouve ruinée après la mort de son mari, sans héritage et à même du mal à se nourrir . Condamnée à vivre dans un parc à caravanes, elle tente de se reconstruire et d’expier ses erreurs passées. Tandis que Marissa se lie d’amitié avec Johnny Harper qui l’aime et tente de la conquérir, mais Marissa le rejette, il finit par se suicidé ce qui attriste Marissa et ressent de la culpabilité car c’est ce rejet qui lui a mené à ce suicide. Elle a du mal à faire son deuil et consomme de l’alcool pour oublier ses pensées, elle se sentira coupable. La police locale a fait des enquêtes pour savoir s’il n’y avait pas quelque chose mais rien n’a été suspecté.
Par ailleurs, Kirsten se rapproche de Charlotte Morgan, qui se révèle être une escroc cherchant à lui voler son identité et son argent. Charlotte organise une fausse vente de charité dans l’intention de garder les fonds pour elle. La moralité de Sandy est mise à mal, lorsqu’il devient patron de l’entreprise Newport group, il a un nouveau projet qui est de construire des logements sociaux à Newport.

#### Saison 4
Cinq mois après la mort tragique de Marissa dans un accident de voiture, Ryan est un homme brisé, rongé par la culpabilité et consumé par la haine envers Volchok, responsable du drame.Il fait de la Boxe et remporte un combat contre un garçon très costaud .Sa quête de vengeance prend fin lorsque Volchok est arrêté, et que ce dernier avoue avoir ressenti de la culpabilité d’avoir ôté la vie à Marissa.Grâce au soutien des Cohen et de Taylor, Ryan parvient peu à peu à faire son deuil et à se reconstruire.
Cette dernière saison introduit plusieurs éléments marquants : un univers alternatif, des SDF,un mariage, un couple gay,l’apparition d’un artiste français, l’évolution de Ryan vers l’architecture, ainsi que l’arrivée d’un jeune homme partageant certaines de ses caractéristiques. La série se conclut sur des changements significatifs pour chaque personnage. Tout les personnages essaient de faire leur deuil à leur manière, mais au fil du temps on se rend compte qu’ils n’ont pas tout à fait leur deuil et qu’ils sont toujours attristé par le décès de Marissa.

## Personnages
- Peter Gallagher (Sandy Cohen) : Avocat, il recueille Ryan Atwood dans l’épisode pilote, au grand dam de sa femme Kirsten. Père de Seth, il devient le tuteur légal de Ryan. Gallagher décrit Sandy comme un « juif de gauche originaire du Bronx ». Il se reconnaît beaucoup en Ryan qui lui rappelle lui quand il avait son âge, ce qui explique son affection paternelle envers lui et son désir de l’aider . Il plaisante même une fois qu’il aiderait les enfants qui menacent la communauté tels que des asiatiques ou des afro-américains.

- Kelly Rowan (Kirsten Cohen) : Fille de Caleb Nichol et sœur de Hailey, elle se lie d’amitié avec Charlotte Morgan en saison 3, sans savoir que cette dernière cherche à l’escroquer et même à la tuer pour son héritage. Elle aura du mal à faire son deuil lors de la mort de son père(elle culpabilisera beaucoup aussi de s’être disputé avec lui peu de temps avant sa mort), et se consolera dans l’alcool pour oublier ses pensées.

- Ben McKenzie (Ryan Atwood) : Originaire de Chino, Ryan est abandonné par sa mère à 15 ans et recueilli par Sandy Cohen. Il s’adapte progressivement à la vie aisée de Newport Beach, se lie d’amitié avec Seth et tombe amoureux de Marissa. Il termine le lycée et poursuit ses études universitaires. C’est un élève prodigieux et il est bel homme aux yeux bleus.

- Mischa Barton (Marissa Cooper) : Meilleure amie de Summer et amoureuse de Ryan. Au début de la série, Marissa est dépeint comme une très belle jeune fille , calme(contrairement à ses amies), polie, amicale, gentille(elle adore aider les personnes en détresse)et  jeune fille modèle  mais il s’avère qu’elle lutte contre ses addictions et traverse des relations tumultueuses(en particulier avec son petit ami Ryan avec qui elle sera beaucoup en confrontation en raison de sa toxicomanie et de son attirance pour les femmes ce qui mènera même à une rupture). Elle frôle la mort lors d’un voyage au Mexique et a une aventure avec Alex Kelly(une femme).

- Adam Brody (Seth Cohen) : Fils unique des Cohen, il est solitaire et harcelé à l’école. Il est amoureux de Summer depuis l’enfance et finit par conquérir son cœur. Souvent comparé à Holden Caulfield, il est cynique et mélancolique. Après une fugue en bateau, il revient à Newport et épouse Summer en fin de série. Dans la saison 2, il devient ami avec Leon qui apprend au même lycée que lui et est tout aussi geek que lui avec qui il fonde un club de BD. Il est ami avec Anna, une  fille blonde et il partage beaucoup de similitudes avec son père(l’humour, les cheveux bruns). Il a de jolies fossettes à la joue, ses points faibles sont les stars télés, la littérature, la religion, les choses spirituelles ou philosophique et même la nourriture . L’interprétation de Seth par Brody a été bien accueillie et est considérée comme l’un des points forts de la série.

- Chris Carmack (Luke Ward) : D'abord un harceleur de Seth, il s’en prend à Ryan, qui réplique violemment lors d’une soirée à base d'alcool où il finit par lui casser la gueule( lui et ses amis) à seth et Ryan et prononcer la célèbre phrase : « Welcome to the OC, Bitch ! ». Il est très jaloux du lien qui semble se crée entre Ryan et Marissa et se méfie constamment de Ryan au point de lui en donner un coup, ce qui crée une bagarre qui se termine en incendie dans la maison modèle et réduit le lieu en cendres . Lui et Marissa finiront par se séparer et Ryan se mettra en couple avec elle.

- Tate Donovan (Jimmy Cooper) : Ex-mari de Julie Cooper, il a une liaison avec elle alors qu’elle est mariée à Caleb Nichol.

- Melinda Clarke (Julie Cooper) : Femme vénale, elle épouse Caleb pour son argent. Elle tente de l’empoisonner avant qu’il ne meure d’une crise cardiaque. Ancienne actrice pornographique, elle se retrouve ruinée après la mort de Caleb. Elle a également commis un adultère avec Lance Baldwin.

- Rachel Bilson (Summer Roberts) : Amie proche de Marissa, tout les garçons du lycée en sont fou amoureux c’est une jolie fille brune. Amoureuse de Seth depuis l’enfance, elle finit par l’épouser. Sandy aurait même eu une attirance pour elle à un moment donné dans la série… son feuilleton préféré est la vallée(The valley) , et son chanteur préféré est Big korea, un chanteur coréen qui est l’idole des jeunes avec qui elle est sorti durant le bal de promo afin de rendre seth jaloux au point qu’ils échangent un baiser passionné, elle aimerait également couché avec des riches hommes pédophiles pour de l’argent (1-6).Initialement prévu pour quelques épisodes seulement, le personnage de Bilson est rapidement devenu populaire auprès des téléspectateurs et a fini par faire partie du casting principal pour le reste de la série.

- Alan Dale (Caleb Nichol) : Puissant homme d’affaires, il épouse Julie Cooper avant de vouloir divorcer. Elle tente de le tuer, mais il meurt d’une crise cardiaque. Il laisse ses filles Kirsten et Hailey sans héritage et a une fille illégitime, Lindsay. Au cours de la deuxième saison, il a été mis à détention dans une vaste prison(une maison ordinaire) et on ferma sa société (le Newport group), Sandy vas lui libérer de prison, plus tard René a témoigné chez le juge et il a été déclaré innocent.

- Autumn Reeser (Taylor Townsend):  Elle vit un scandale  en saison 3 après avoir été embrassé par le doyen du lycée, ce qui a fait d’elle une victime de pédophilie. Mariée un temps à un écrivain et peintre français caricatural, elle incarne la jeune femme ambitieuse et excentrique. Elle a une relation difficile avec sa mère Veronica townsend qui est désobligeant envers elle et la rabaisse fréquemment, l’insulte et la renie.

- Willa Holland (Kaitlin Cooper) : Fille de Julie et Jimmy Cooper, elle revient à Newport transformée après des années en pensionnat. Le rôle change d’actrice après la première saison.

## Distribution

### Acteurs principaux
- Peter Gallagher (VF : Guillaume Orsat) : Sandy Cohen
- Kelly Rowan (VF : Marie-Laure Dougnac) : Kirsten Cohen
- Benjamin McKenzie (VF : Alexandre Gillet) : Ryan Atwood
- Mischa Barton (VF : Céline Mauge) : Marissa Cooper (saisons 1 à 3)
- Adam Brody (VF : Donald Reignoux) : Seth Cohen
- Chris Carmack (VF : Denis Laustriat) : Luke Ward (principal saison 1, invité saison 2)
- Melinda Clarke (VF : Julie Dumas) : Julie Cooper-Nichol
- Rachel Bilson (VF : Karine Foviau) : Summer Roberts
- Alan Dale (VF : Jean Barney) : Caleb Nichol (récurrent saison 1, principal saison 2)
- Tate Donovan (VF : Constantin Pappas) : Jimmy Cooper (principal saisons 1 et 2, invité saisons 3 et 4)
- Autumn Reeser (VF : Fily Keita) : Taylor Townsend (récurrente saison 3, principale saison 4)
- Shailene Woodley puis Willa Holland (VF : Émilie Rault) : Kaitlin Cooper (récurrente saisons 1 et 3, principale saison 4)

Photos des acteurs principaux
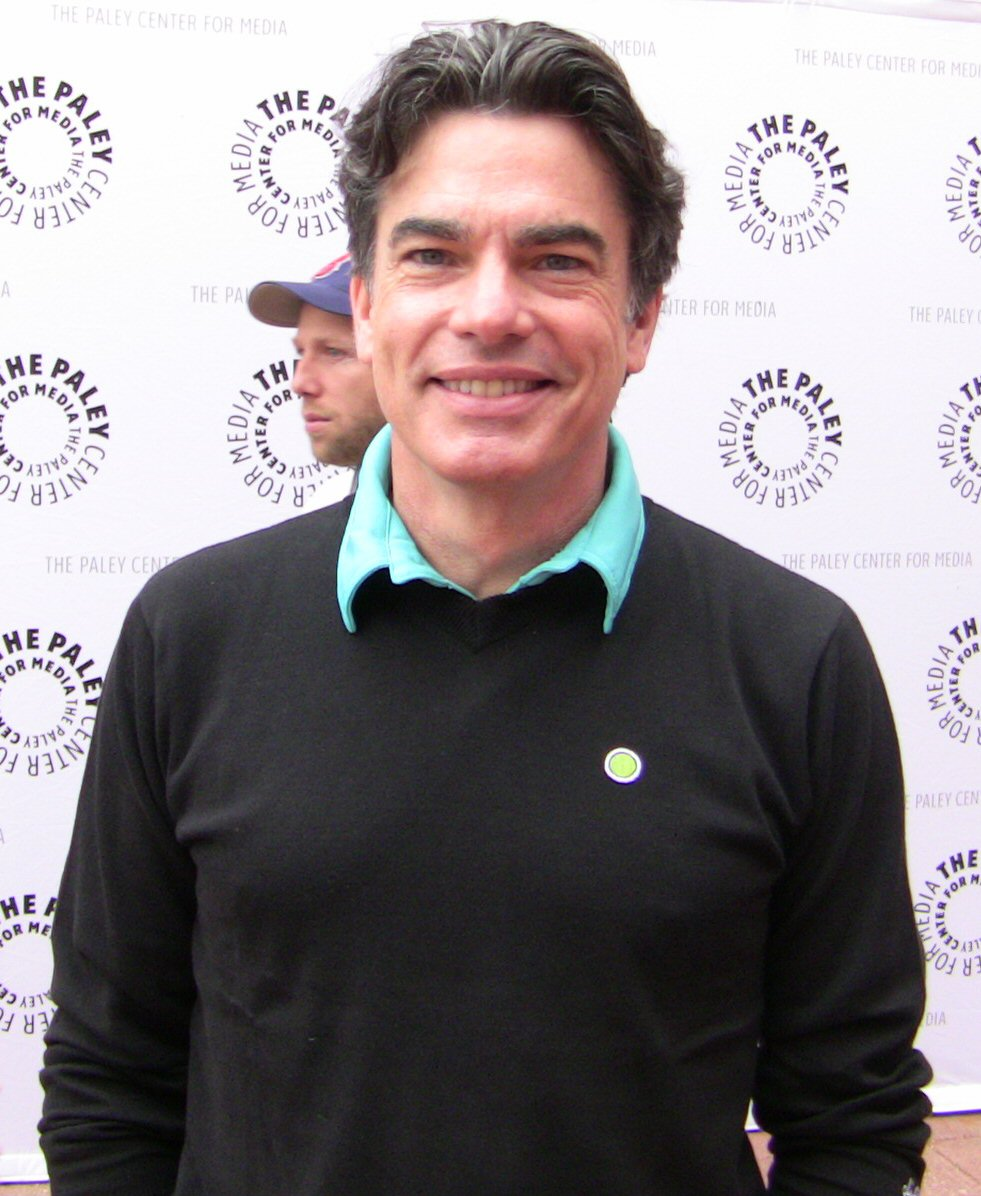
Peter Gallagher interprète Sandy Cohen
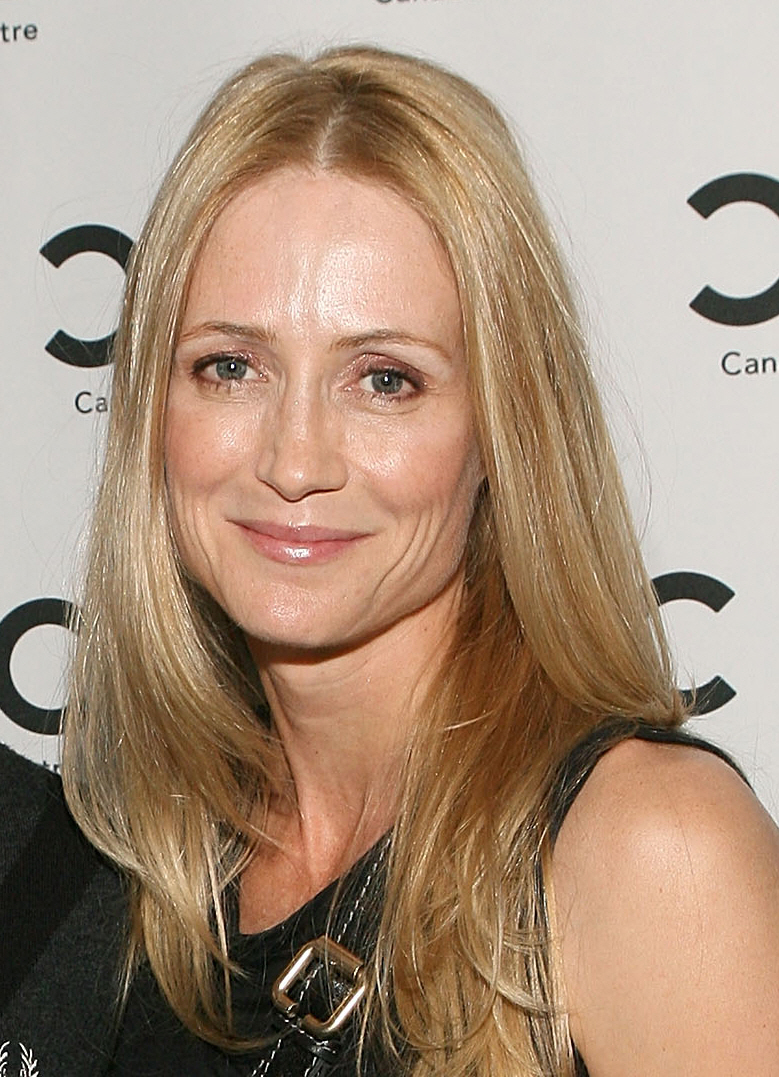
Kelly Rowan interprète Kirsten Cohen
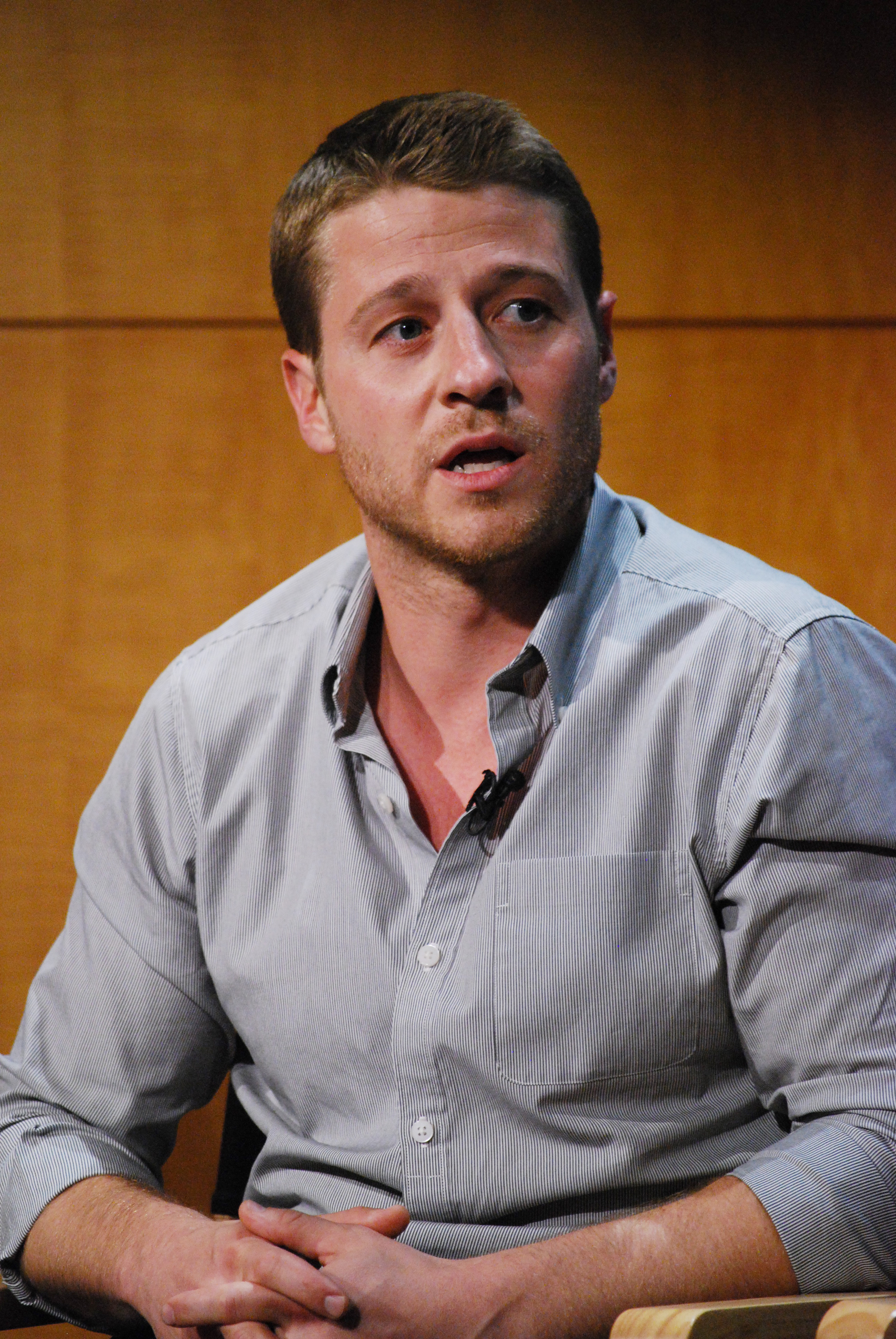
Ben McKenzie interprète Ryan Atwood
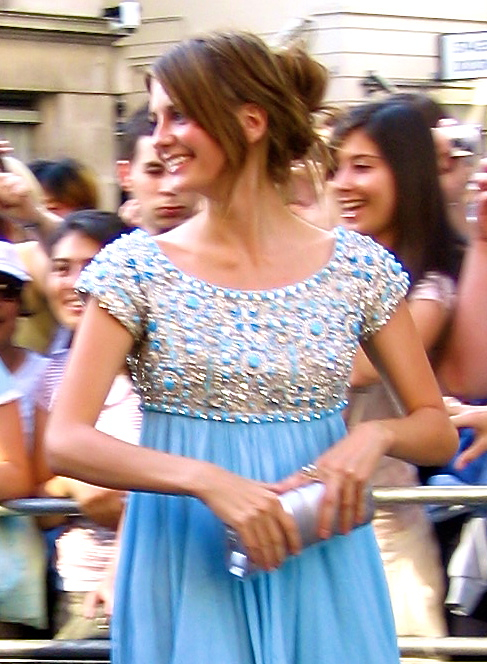
Mischa Barton interprète Marissa Cooper
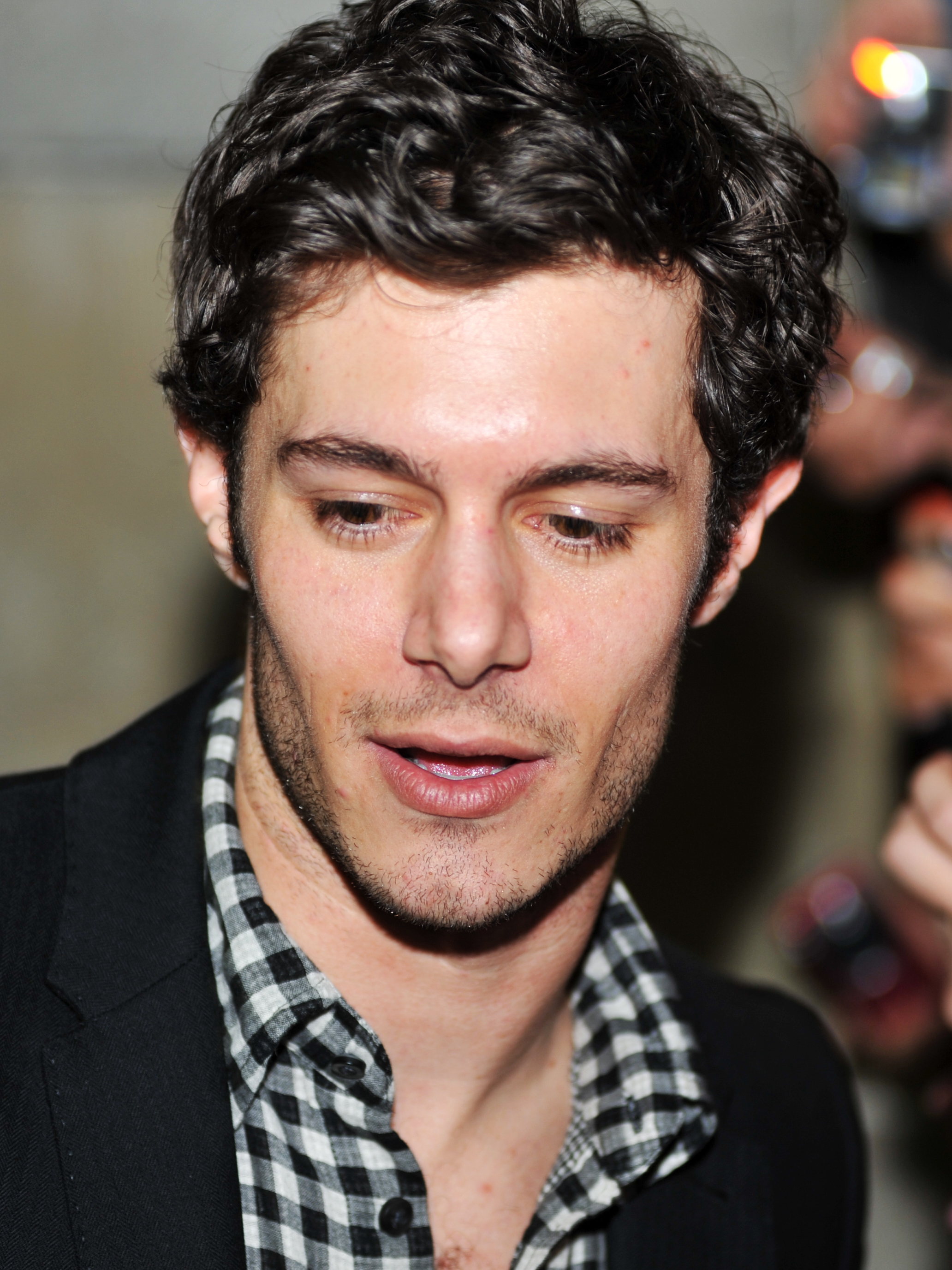
Adam Brody interprète Seth Cohen
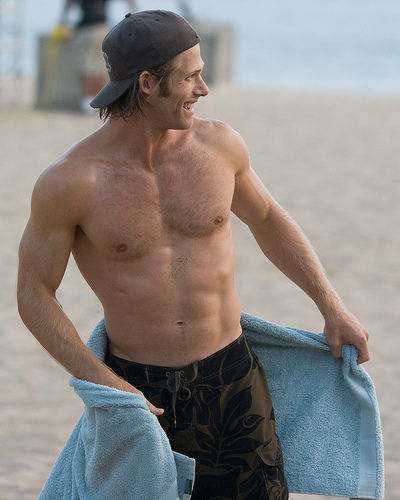
Chris Carmack interprète Luke Ward
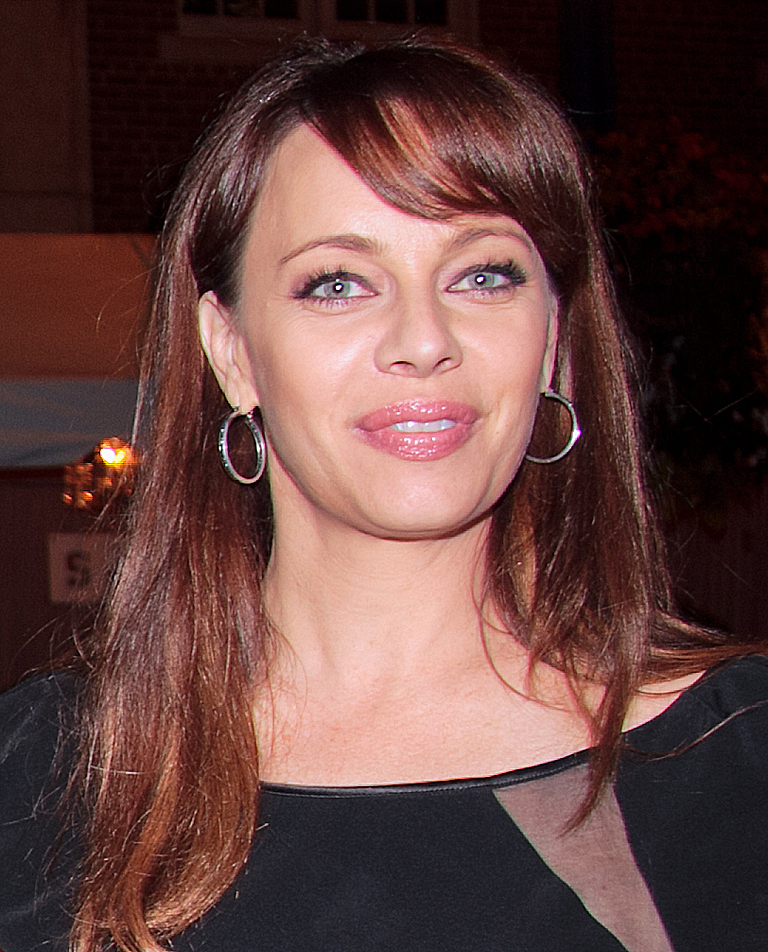
Melinda Clarke interprète Julie Copper-Nichol
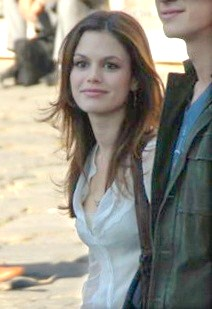
Rachel Bilson interprète Summer Roberts
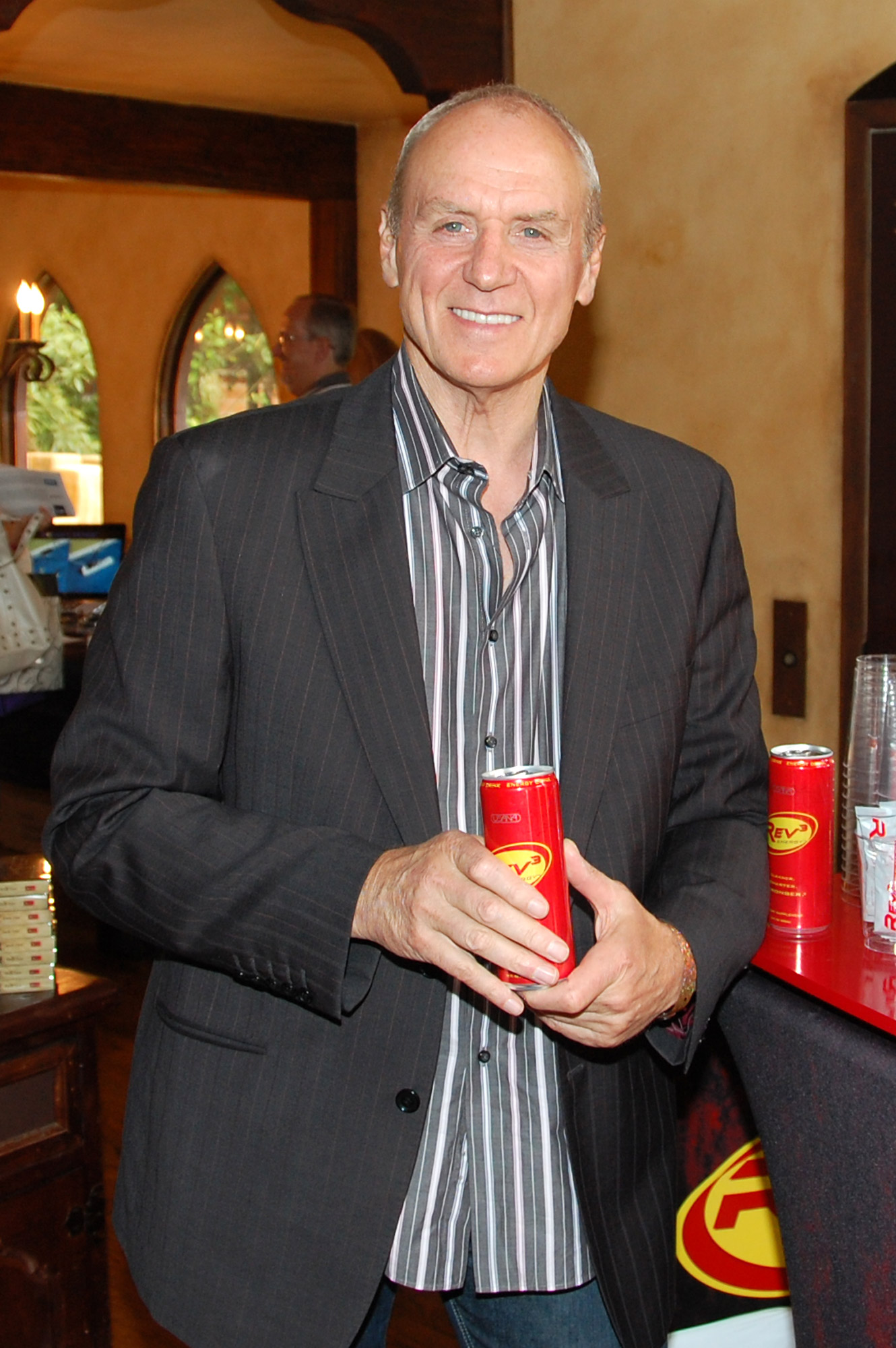
Alan Dale interprète Caleb Nichol
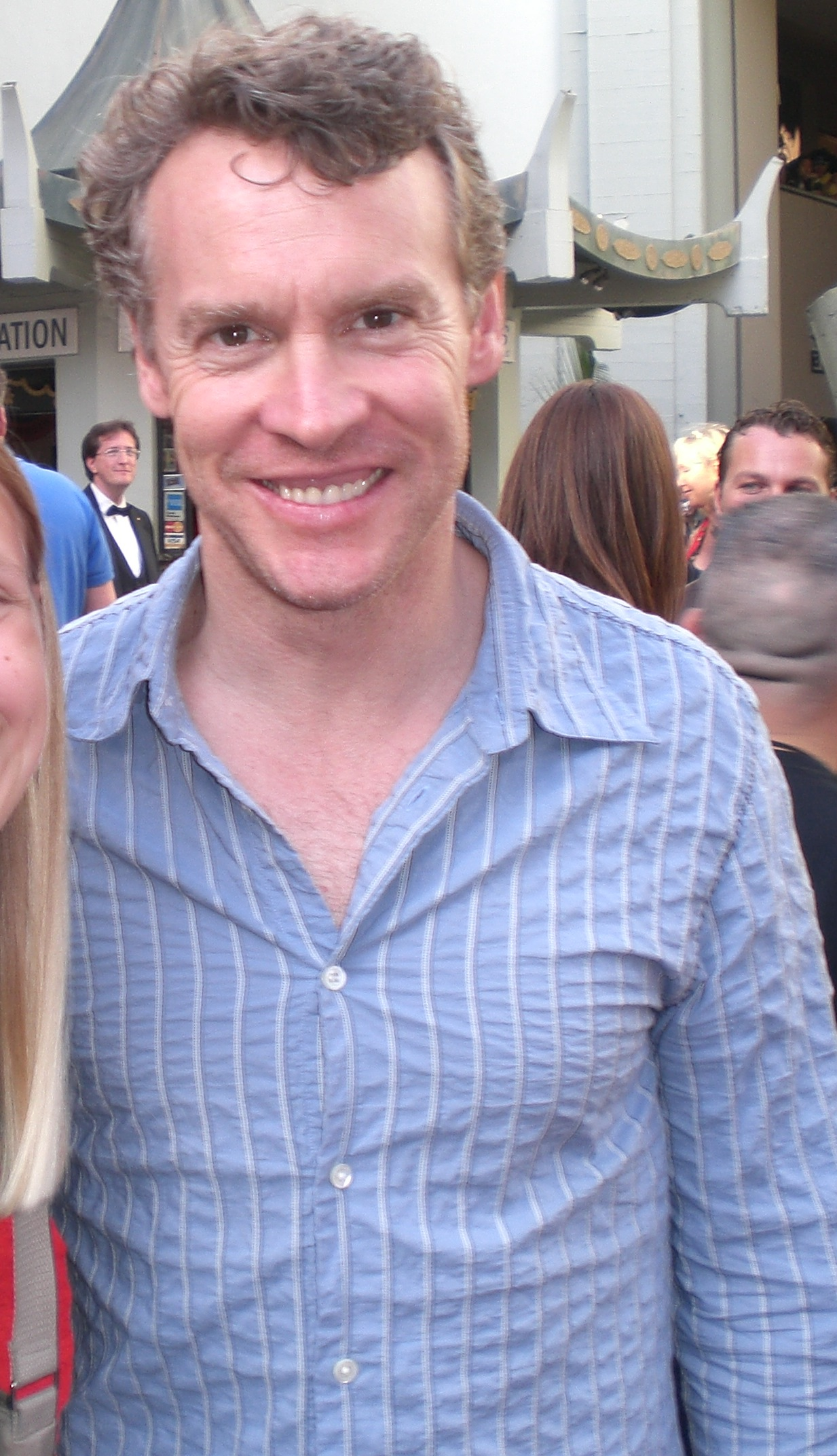
Tate Donovan interprète Jimmy Cooper
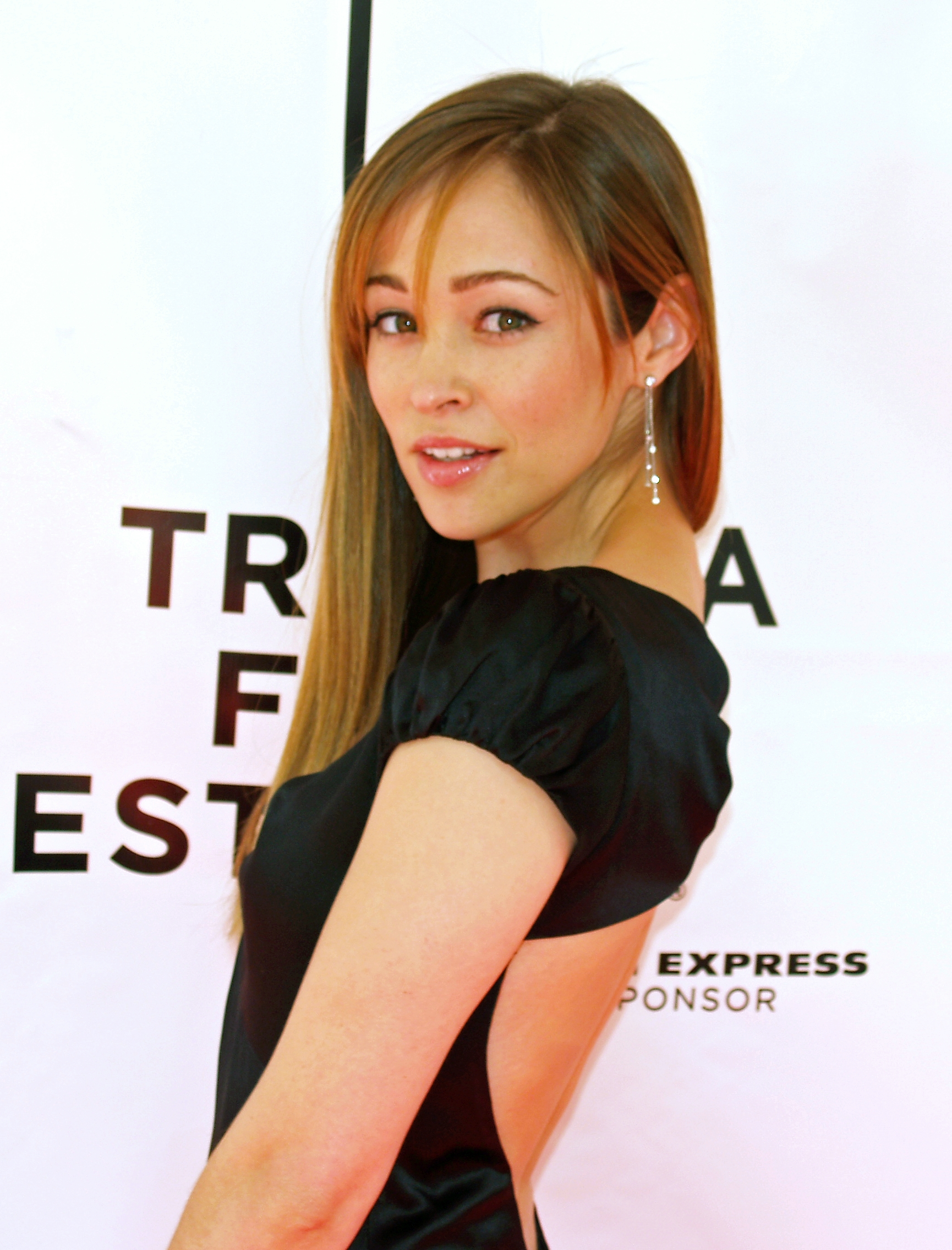
Autumn Reeser interprète Taylor Townsend
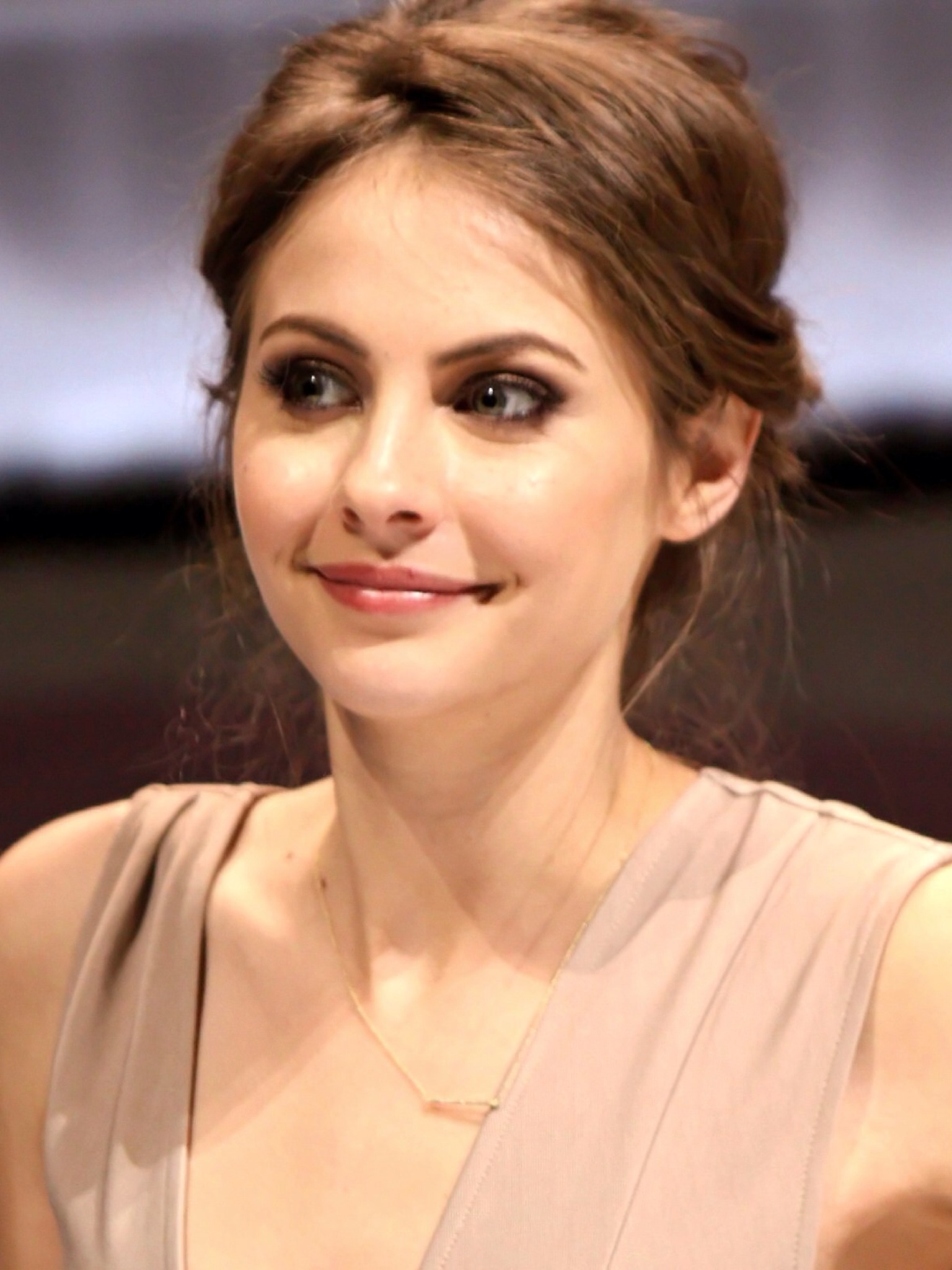
Willa Holland interprète Kaitlin Cooper

### Acteurs récurrents

#### Première saison
- Daphne Ashbrook (VF : Laurence Crouzet) : Dawn Atwood, la mère de Ryan
- Samaire Armstrong (VF : Chloé Berthier) : Anna Stern
- Brian McNamara (VF : Nicolas Marié) : Carson Ward, le père de Luke
- Bonnie Somerville (VF : Laura Préjean) : Rachel Hoffman, une collègue de Sandy
- Rosalind Chao (VF : Yumi Fujimori) : Dr Kim, la proviseure de Harbor (en), le lycée de Ryan et Seth
- Paris Hilton (VF : Céline Ronté) : Kate
- Ashley Hartman (VF : Françoise Escobar) : Holly Fischer
- Navi Rawat (VF : Sylvie Jacob) : Theresa Diaz, une ex de Ryan qui habite à Chino
- Taylor Handley (VF : Yoann Sover) : Oliver Trask, un adolescent qui a des troubles de la personnalité, et que Marissa rencontre chez son psy
- Amanda Righetti (VF : Alexandra Garijo) : Hailey Nichol
- Eric Balfour (VF : Serge Faliu) : Eddie, le fiancé jaloux de Theresa
- Paul Wesley (VF : Alexis Tomassian) : Donnie
- Bradley Stryker : Trey Atwood, le frère de Ryan

#### Deuxième saison
- Michael Cassidy (VF : Mathias Kozlowski) : Zach Stephens, petit ami de Summer pendant un temps
- Nicholas Gonzalez (VF : Didier Cherbuy) : D.J., le jardinier dont Marissa est amoureuse au début de la saison
- Shannon Lucio (VF : Marie-Eugénie Maréchal) : Lindsay Gardner, petite amie de Ryan pendant un temps
- Kathleen York (VF : Malvina Germain) : Renee Wheeler, la mère de Lindsay, qui a eu une liaison avec Caleb
- Olivia Wilde (VF : Barbara Beretta) : Alex Kelly, employée du Bait Shop qui a été la petite amie de Seth avant de devenir celle de Marissa
- Kim Delaney (VF : Maïté Monceau) : Rebecca Bloom, une ex de Sandy qui troublera le mariage des Cohen
- Billy Campbell (VF : Emmanuel Jacomy) : Carter Buckley, l'éditeur du journal du Newport Group
- Johnny Messner (VF : Xavier Fagnon) : Lance Baldwin, un opportuniste qui connaissait Julie dans les années 1980
- Logan Marshall-Green (VF : Serge Faliu) : Trey Atwood, le frère de Ryan
- Marguerite Moreau (VF : Laurence Sacquet) : Reed Carlson, une jeune femme travaillant dans une firme de comics qui édite Atomic County, la BD créée par Seth et Zach
- Jeffrey Dean Morgan : Joe Zukowski, ancienne connaissance de Sandy. Tout comme Sandy, il était amoureux aussi de Rebecca Bloom. Il est en prison.
- Emmanuelle Chriqui : Jodie, ex petite-amie d’Alex Kelly

#### Troisième saison
- Jeri Ryan (VF : Brigitte Bergès) : Charlotte Morgan, une femme manipulatrice qui tente d'extorquer de l'argent à Kirsten
- Eric Mabius (VF : Arnaud Arbessier) : Jack Hess, le CPE d'Harbor qui a tenté d'empêcher Ryan et Marissa d'y revenir
- Ryan Donowho (VF : Maël Davan-Soulas) : Johnny Harper, un surfeur amoureux de Marissa après l'avoir rencontrée pendant son passage au lycée de Newport Union
- Kayla Ewell (VF : Julie Turin) : Casey, la petite amie de Johnny
- Johnny Lewis (VF : Paolo Domingo) : Dennis « Chili » Childress, un lycéen de Newport Union ami de Johnny et plus tard de Marissa
- Paula Trickey (VF : Danièle Douet) : Veronica Townsend, la mère de Taylor
- Jeff Hephner (VF : Fabrice Josso) : Matt Ramsey, l'associé de Kurt Williams et plus tard de Sandy à la tête du Groupe Newport
- Cam Gigandet (VF : Tanguy Goasdoué) : Kevin Volchok, ancien ami de Johnny Harper qui va se rapprocher de Marissa
- Nikki Reed (VF : Edwige Lemoine) : Sadie Campbell, la cousine de Johnny, qui sera pendant un temps la petite amie de Ryan
- Michael Nouri (VF : Guy Chapellier) : Neil Roberts, le père de Summer, qui va se rapprocher de Julie

#### Quatrième saison
- Chris Pratt (VF : Charles Pestel) : Che Cook, un ami de Summer à l'Université Brown
- Gary Grubbs (VF : Patrick Préjean) : Gordon Bullit, un vendeur de pétrole du Texas qui a investi dans la société New Match
- Brandon Quinn (VF : Emmanuel Garijo) : Spencer Bullit, fils de Gordon, qui rejoint l'agence de Kirsten en tant que gigolo à l'insu de cette dernière
- Wayne Dalglish (VF : Fabrice Trojani) : Brad Ward, un des frères de Luke et ami de Kaitlin
- Corey Price (VF : Jonathan Amram) : Eric Ward, un des frères de Luke et également ami de Kaitlin
- Kevin Sorbo (VF : Renaud Marx) : Frank Atwood, le père de Ryan, qui tombera amoureux de Julie

## Développement

### Concept
En 2002, Josh Schwartz, le créateur de la série, rencontre Joseph McGinty « McG » Nichol et Stephanie Savage de la compagnie de production Wonderland Sound and Vision. Ceux-ci voudraient créer une série basée sur la ville de naissance de McG, Newport Beach. Savage suggéra de produire une série policière, ou de sports extrêmes comme 21 Jump Street, mais Schwartz n'en connaissait pas assez sur ces genres. Ayant côtoyé des personnes vivant à Newport Beach lorsqu'il était à l'université du Sud de la Californie, Schwartz revint les voir avec ses propres personnages. Shwartz a proposé aux studios une histoire d’amour interdite entre Lucy Muñoz, dont le père travaillait dans le domaine de Newport de la riche famille Atwood et provenait d’un bidonville , et Ryan Atwood un garçon. Warner Bros Television était intéressée, mais en raison d’autres séries cette année-là basées sur une histoire d’amour interdite et désobéissant dans un monde dictatorial , à la manière d’un Roméo et Juliette moderne, elle a demandé des modifications.La série a été présentée à Fox et Warner Bros en août 2002. Fox cibla un démarrage estival pour la série, et Doug Liman fut désigné pour réaliser le pilote, McG étant pris par le tournage de Charlie's Angels 2. La série est confirmée pour la grille des programmes 2003/2004 en mai, et le 5 août la date de diffusion du pilote choisie pour juin.
Shwartz déclare plus tard que Newport Beach était comme une série de type ‘’Troyenne’’:’’ Troie ètait comme un Teen drama diffusé en soirée dans la tradition de Beverly Hills , avec de la Plage, des filles sexy,et des bagarres lors des soirées ou réceptions .’’ Les guerriers étaient nos personnages ‘’.
Schwartz dit que l'inspiration même de la série vient grâce à son amour pour des séries étranges axées sur les personnages comme Freaks and Geeks, Les Années campus ou encore Angela, 15 ans. Schwartz avoua plus tard que la série a été en partie basée sur ses propres expériences de l'université en tant que jeune homme juif solitaire où il se sentait dominé par les grands garçons du collège costauds et sportif admirait,et voulait sortir avec les  <<petites filles>> inaccessibles de cet institution privée . Selon Josh Schwartz il se sentait "seul au monde".De plus la famille Cohen, surtout dans la saison 1, ressemble à sa propre famille, ajoutant que « le dynamisme entre Sandy et Seth est beaucoup basé sur mon père et moi ».

### Production
Allan Heinberg compte au nombre des scénaristes de la série. Le penchant de Heinberg pour les comics est considéré comme la raison des références constante à cette industrie dans la série. Les fans considèrent qu'elle contribue à donner une image positive des comics, puisque l'un des personnages principaux, Seth Cohen, est obsédé par les comics. Heinberg a aussi nommé un personnage d'après le scénariste Brian Michael Bendis, et en a fait le préféré de Seth dans la série. Heinberg est communément crédité comme cocréateur de la série avec Josh Schwartz. Heinberg contribua à créer le riche casting de personnages très populaires d'Orange County, ainsi qu'à enrichir la narration de la série.
La première saison est filmée en 4/3, tandis que des saisons 2 à 4, elle est filmée en 16/9 (haute définition).
Adam Brody et Rachel Bilson ont une relation amoureuse depuis 2004, mais ils se séparent à la fin de 2006 pour une raison inconnue. 
La série est interrompue aux États-Unis en raison du manque d'audience et n'a comporté que quatre saisons avec 27 épisodes pour la première saison, 24 pour la deuxième, 25 pour la troisième et seulement seize pour la dernière.
La quatrième et dernière saison obtient des audiences assez faibles dues en partie à la rude concurrence constituée par Grey's Anatomy et Les Experts à la même case horaire, combinée au départ de Mischa Barton à la fin de la troisième saison, qui a déçu de nombreux fans. En effet, alors que le dernier épisode de la saison 3 était vu par 6,4 millions de téléspectateurs aux États-Unis, ils étaient seulement 3,39 millions à regarder le premier épisode de la saison 4 ce qui en a fait l'épisode le moins vu de toute la série.
Le 3 janvier 2007, FOX rend officielle la décision d'annuler la série. De nombreuses rumeurs sur un éventuel passage sur The CW pour une cinquième saison avaient été répandues avant cette annonce.
La diffusion du dernier épisode de la série a eu lieu le 22 février 2007. Pour son dernier épisode, la série a vu ses audiences grimper en flèche. En effet, on a dénoté une moyenne de 6,6 millions d'américains au rendez-vous ainsi qu'un pic de 7,6 millions.

### Lieux de tournage
- Si vous ne connaissez pas le sujet, laissez ce bandeau (vous pouvez alors contacter les auteurs).
- Si vous supprimez le contenu mis en cause (vous pouvez préalablement contacter les auteurs),

argumentez précisément cette suppression dans la page de discussion
(un manque de référence n'est pas un argument ; une recherche réelle de référence doit avoir été effectuée, être formellement documentée).
À cause des coûts élevés de tournage hors de la zone des studios à Los Angeles, la série a été en fait tournée dans de nombreuses villes de la côte sud de la Californie, à plus de 60 km de Newport Beach pour réduire les coûts. La plupart des scènes d'intérieurs a été tournée dans les Manhattan Beach Studios à Manhattan Beach. Les scènes sur la jetée furent filmées à Redondo Beach, et les scènes du lycée Harbor sont tournées au campus Chalon du College Mount St. Mary, à Brentwood.
La piscine des Cohen a un fond mesurant moins d'un mètre vingt, et les acteurs ont en fait tourné les scènes de piscine à genoux. Le Newport Group était le même bâtiment que le QG de la police de Miami dans Les Experts : Miami. Le bureau de caleb nichols était également filmé dans ce bâtiment.
Il y a également un restaurant fictif dans la série surnommé Le Crab shack, qui dans la série se situe au bord de la Plage, basé sur le restaurant réel The Crab Cooker.
La série avait tendance à présenter le mode de vie des habitants riches de Newport . Les personnages consommaient des champagnes qui coutaient chère, des cocktails,portaient des parfums Yves Saint Laurent, et conduisaient des voitures luxueuses. Beaucoup de personnages partaient en voyage, des pays tels que la France et l'Algérie sont mentionnés. D’ailleurs la série avait tendance à se moquer de la France (French Bashing). Le personnage de Jimmy Cooper avait un chien domestique au début de la série. Le personnage de Bullit avait un jet privé. Tandis que certains personnages ont un cocher (chauffeur). Il y avait également une domestique, Rosa chez les Cohen et une autre chez le père de Summer. Le personnage d’Oliver habitait dans un hôtel privé avec piscine.
Caleb Nichols était le patron avant sa mort. Le Newport Group était une société et Caleb nichols y exprimait ses projets et organisait des réunions. Au cours de la série, Ryan Atwood a été employé dans cet société lorsqu'il a effectué un stage, ainsi que Matt ramsey. Sandy Cohen a été patron de la société à la mort de Caleb Nichols.
Dans l'épisode 1 de la saison 2, Marissa parle d'une collection de bikinis qui vient de sortir avec Summer.
La villa Luxueuse des Cohen est un des habitats de Caleb Nichol. Elle comprend une piscine, qui a été filmé lors de l'épisode Le Bad Boy (Pilot) dans un autre habitat en bas de la rue, également à Malibu.

### Musique
La série est remarquée pour ses choix musicaux, qui a propulsé de nombreux groupes peu connus comme Phantom Planet (le générique California) à des succès nationaux. De ce fait, six compilations sont sorties. On retrouve souvent du rock indépendant, mais aussi d'autres genres de musique, mixés et choisis par Alexandra Patsavas. Cette dernière n'hésite pas à affirmer que la musique est, selon le souhait de Schwartz, un personnage à part entière de la série.
Une compilation de 6 volet intitulée Music from the OC est publiée et comprend : Mix 1, Mix 2, Mix 3 - Have a Very Merry Chrismukkah, Mix 4, Mix 5, et Mix 6 - Covering Our Tracks.
Beaucoup d'artistes indépendants apparaissent dans la série, la majorité jouant dans le Bait Shop, introduit dans la seconde saison et qui devint un lieu de sortie récurrent (même si on a pu moins le voir dans la saison 3, et seulement mentionné dans la saison 4). Cet endroit a été créé exprès pour que des groupes viennent y jouer, après le succès du concert de Rooney dans la première saison. Par exemple, Imogen Heap et sa chanson Hide and Seek furent très téléchargés après la diffusion de l'épisode où la chanson passe.
Quelques artistes jouant : Rooney (The Third Wheel, 1.15), Jem (The Ties That Bind, 1.27), The Walkmen (The New Kids on the Block, 2.03), The Killers (The New Era, 2.04), Modest Mouse (The Family Ties, 2.07), Blue Foundation (The Family Ties, 2.07), The Thrills (The Ex-Factor, 2.09), Rachael Yamagata (The Second Chance, 2.11), Death Cab for Cutie (The O.C. Confidential, 2.20), T.I. (The Return of the Nana, 2.21), The Subways (The Anger Management, 3.07), Steve-O (The Gringos, 4.02), et Chris Brown (The My Two Dads, 4.09).

### Thèmes
La série aborde des thèmes comme l'adultère, la classe sociale, le trouble psychique, la délinquance, l'escroquerie, l'usurpation d'identité, la tentative de meurtre, le suicide, l'amour de longue date, l'amitié toxique (l'hypocrisie), et la violence conjugale.

## Épisodes

### Diffusion en France
Elle est diffusée en France sur TF6 et France 2. Sur TF6, elle est diffusée intégralement(mais avec deux ans de retard par rapport aux États-Unis pour les saisons 2 et 3) et sur France 2, elle est interrompue au bout de la saison 1 par manque d'audience dû à une mauvaise programmation.
Début avril 2007, France 2 annonce le retour de la série sur son antenne dès le 23 avril dans le cadre d'un nouveau projet, intitulé MAG 2.0, magazine qui permet au spectateur d'interagir par SMS ou en direct sur Internet sur le thème abordé dans l'épisode du jour, et ce pendant cinq minutes après la diffusion. La série est déprogrammée avant la diffusion de l'épisode 13 pour cause de contre-audience. Sur TF6 la série est diffusé du 23 mars 2005 au 23 novembre 2007, puis rediffusée en septembre 2010 sur la même chaîne après son arrêt. Elle est également disponible sur canal+ dans leur service de streaming Mycanal depuis le 6 août 2021.

## Accueil
La première saison est très bien accueilli, les téléspectateurs ont particulièrement apprécié le côté comique de la série et l'esprit « familial » de la série ainsi que les dynamiques entre les personnages[réf. nécessaire].

## Produits dérivés

### Romans
Les romans sont édités par Fleuve noir.
- Mise à l'épreuve (The Outsider) de Cory Martin
- Laissé pour compte (The Misfit) de Aury Wallington
- Point de non retour (The Way Back) de Cory Martin
- Enfin les vacances ! (Spring Break) de Aury Wallington
- L'Été de Summer (Summer of Summer) de Cory Martin

### En attente de traduction[Quand?]
- Bait & Switch de Cory Martin (09.2005)
- 'Twas the Night Before Chrismukkah de Andes Hruby (12.2005)
- Cohen!

### DVD
- Canada, États-Unis, France, Belgique : saison 1-4
- Canada, États-Unis, France, Belgique : série complète

### Jeu vidéo
La série est adapté en jeu vidéo sur téléphone mobile en 2006 par Gameloft.